# Benjamín Galindo
Benjamín Galindo Marentes (Tierra Blanca, 1960. december 11. – ) mexikói válogatott labdarúgó és edző. 

## Pályafutása

### Klubcsapatban
Pályafutását 1979-ben kezdte a Tampico Madero csapatában, ahol hét évet töltött. 1986 és 1994 között a Guadalajara együttesében szerepelt, melynek tagjaként egy alkalommal (1987) nyerte meg a mexikói bajnokságot. 1994 és 1997 között a Santos Lagunát erősítette. 1997 és 1999 között a Cruz Azul, 1999-ben a Pachuca játékosa volt. 2001-ben a Guadalajara színeiben fejezte be a pályafutását. 

### A válogatottban
1983 és 1997 között 65 alkalommal szerepelt az mexikói válogatottban és 28 gólt szerzett. Részt vett az 1994-es világbajnokságon, illetve az 1993-as és az 1995-ös Copa Américán, valamint tagja volt az 1991-es CONCACAF-aranykupán és az 1995-ös konföderációs kupán bronzérmet szerző csapatnak is. 

### Edzőként
2004-ben CD Guadalajaránál kezdte az edzősködést. 2006-ban a Santos Laguna vezetőedzője volt. 2007-től 2009-ig a Cruz Azulnál dolgozott, előbb segéd majd azt követően vezetőedzőként. 2010 és 2011 között az Atlas, 2011 és 2012 között a Santos Laguna, 2013-ban a Guadalajara szakmai munkájáért felelt. 2016-ban az Egyesült Államokban vállalt munkát a Corinthians FC of San Antonio csapatánál. 2017-ben a Santos Laguna segédedzője volt. 2018 és 2022 között a San Jose Earthquakes csapatánál dolgozott az USA-ban. 

## Sikerei, díjai

### Játékosként
CD Guadalajara
- Mexikói bajnok (1): 1986–87

Santos Laguna
- Mexikói bajnok (1): Invierno 1996

Mexikó
- CONCACAF-aranykupa bronzérmes (1): 1991
- Copa América ezüstérmes (1): 1993
- Konföderációs kupa bronzérmes (1): 1995